# David Vuković
David Vuković (ur. 21 grudnia 2003 w Banja Luce) – bośniacki piłkarz grający na pozycji skrzydłowego w klubie Borac Banja Luka.

## Kariera
Vuković pierwsze kroki stawiał w szkółce piłkarskiej Omladinac w Banja Luce, po czym dołączył do szkółki największego klubu w mieście, Boraca, gdzie przeszedł przez wszystkie drużyny juniorskie. Piłkarz grał w drużynach Boraca w ligach Bośni i Hercegowiny U-17 i U-19. W sezonie 2021/22 zdobył mistrzostwo Bośni i Hercegowiny U-19. Jego boiskowym idolem jest Zinédine Zidane.
W drużynie seniorów skrzydłowy zadebiutował w wyjazdowym meczu z FK Sloboda Tuzla 30 maja 2021 roku. Vuković pojawił się na boisku w 90 minucie spotkania, zmieniając Milana Šikanjicia.
W 2022 roku został wypożyczony do FK Laktaši, klubu występującego na drugim poziomie rozgrywek w Bośni i Hercegowinie. W pierwszym sezonie w 31 spotkaniach zdobył 7 bramek, a w kolejnym dołożył do swojego dorobku 2 bramki w 16 występach. Po dobrej rundzie jesiennej w sezonie 2023/24 wypożyczenie Bośniaka zostało skrócone przez trenera Vinko Marinovicia i w zimowym okienku transferowym dołączył na stałe do seniorskiego zespołu Boraca.
18 lutego 2024 po raz pierwszy po powrocie z wypożyczenia wystąpił w barwach Boraca w meczu przeciwko FK Tuzla City, wychodząc na boisko w pierwszym składzie i rozgrywając 76 minut. 4 marca zdobył pierwszą bramkę dla swojego klubu w meczu przeciwko GOŠK. Vuković swoimi występami zbierał bardzo dobre noty, został także nazwany „złotym dzieckiem” Boraca. Ze swoim klubem zdobył mistrzostwo kraju, a także dotarł do finału krajowego pucharu. Piłkarz nie opuścił wyjściowego składu swojej drużyny aż do ostatniej kolejki sezonu, kiedy sprawa mistrzostwa była już przesądzona. Dzięki dobrej formie Vukovicia krążyły pogłoski o zainteresowaniu i potencjalnym transferze m.in. do Rakowa Częstochowa czy RB Salzburg. Ostatecznie młody Bośniak pozostał w Boracu i zmienił numer na swojej koszulce z „17” na „10”.
Sezon 2024/25 rozpoczął się dla Boraca awansem do fazy ligowej Ligi Konferencji UEFA, jednakże zespół z Republiki Serbskiej w rundzie jesiennej był zmuszony nie korzystać z usług Vukovicia, który 2 września w meczu ligowym z GOŠK poprosił o zmianę z powodu kontuzji. Problem z chrząstką stawu kolanowego wykluczył go z gry do połowy sezonu 2024/25. Piłkarz wrócił do gry 23 lutego 2025 w domowym meczu z HŠK Posušje, wchodząc na boisko w 57 minucie spotkania. W 83 minucie meczu wykorzystał rzut karny. Wiosną rozegrał 4 spotkania w ramach Ligi Konferencji, w spotkaniach przeciwko Olimpii Lublana oraz Rapidowi Wiedeń. W pierwszym meczu 1/8 finału przeciwko Rapidowi, zdobył swoją debiutancką bramkę w europejskich pucharach, wykorzystując rzut karny. Łącznie w 22 spotkaniach sezonu zdobył 6 bramek we wszystkich rozgrywkach. Pod koniec sezonu media ponownie zaczęły łączyć piłkarza z Rakowem, Mariborem, czy klubami serbskimi, Partizanem i Vojvodiną. 

## Reprezentacja
Vuković zadebiutował w reprezentacji Bośni i Hercegowiny U-21 22 marca 2024 roku w meczu eliminacji do Mistrzostw Europy U-21 przeciwko reprezentacji Słowenii. W spotkaniu tym występował w pełnym wymiarze czasowym i otrzymał żółtą kartkę.
16 maja 2024 Vuković otrzymał swoje pierwsze powołanie do seniorskiej reprezentacji Bośni i Hercegowiny na mecze towarzyskie przeciwko reprezentacjom Anglii oraz Włoch. Po kilku dniach Vuković odrzucił powołanie, ze względu na negatywne opinie i komentarze skierowane w stronę piłkarza w związku z przyjęciem powołania, a także wzmocnionym hejtem przez przegrany mecz ze Zrinjskim, głównym rywalem w drodze po tytuł mistrzowski. Jednocześnie piłkarz wypowiedział się pozytywnie na temat reprezentacji życząc jej sukcesów i motywował swoją decyzję brakiem możliwości pełnego skoncentrowania się na treningach przez zaistniałą sytuację.
14 marca 2025 selekcjoner reprezentacji Bośni i Hercegowiny, Sergej Barbarez, poinformował że Vuković nie chce grać dla reprezentacji Bośni i Hercegowiny, oraz że już dwukrotnie odrzucił jego powołanie. 

## Sukcesy

### Borac Banja Luka
- Mistrzostwo Bośni i Hercegowiny
  - mistrz (1): 2023/2024

- Mistrzostwo Bośni i Hercegowiny U-19
  - mistrz (1): 2021/22